# Turnos sacerdotales
Los turnos o guardias sacerdotales (en hebreo: מִשְׁמָר‎:  mishmar) son los grupos en que se dividían los sacerdotes judíos (cohanim) para la atención de sus servicios en el Templo en Jerusalén.
Los 24 turnos sacerdotales según la tradición judía se mencionan en el Libro de las Crónicas, donde se indica que fue obra de David. Según Maimonides, la división de los sacerdotes en turnos se remontaría incluso a la época de Moisés (cf. Deuteronomio 18, 8).

## Maamadot
De acuerdo con la Misná, mientras el Templo de Jerusalén estaba en pie, también todos los levitas y el resto del pueblo de Israel estaban divididos en veinticuatro grupos llamados ma'amadot (plural de la palabra hebrea מַעֲמָד, ma'amad). A cada grupo sacerdotal o mishmar correspondía una maamad (una "representación"). Dos veces al año, cuando al correspondiente turno sacerdotal le correspondía subir a Jerusalén a hacer su servicio, los judíos del respectivo ma'amad hacían llegar a Jerusalén sus primicias por mano de algunos representantes (m. Bik. 3:1-6). Durante la semana que duraba el servicio en Jerusalén, todos los miembros del respectivo maamad que no habían podido subir con los sacerdotes se reunían para leer la Ley (por lo menos el relato de la Creación en Génesis 1) y ayunar (m. Taan. 4:2): 
Los primeros profetas establecieron veinticuatro guardias (turnos sacerdotales), y a cada guardia correspondía una representación (maamad) presente en Jerusalén compuesta de sacerdotes, levitas e israelitas. Cuando al grupo de guardia le llegaba el tiempo de subir (a Jerusalén), los sacerdotes y los levitas subían a Jerusalén, mientras que los israelitas que estaban agrupados a aquella guardia se reintegraban a sus ciudades y leían la historia de la creación (m. Taan. 4:2).
Aunque la descripción de la Misná es tardía (finales del s. II o inicios del III d. C.), el Rollo de la Guerra de Qumrán parece confirmar estos datos cuando habla de la organización del pueblo según fuesen sacerdotes, levitas o laicos con relación al sacrificio cotidiano o Tamid (cf. 1QM 2:1-5):
Dispondrán a los jefes de los sacerdotes detrás del Sumo Sacerdote y de su segundo, doce jefes para estar ofreciendo el Sacrificio Cotidiano (Tamid) ante Dios. Y los veintiséis jefes de las divisiones (mishmarot) servirán en sus divisiones, y detrás de ellos los jefes de los levitas para servir por siempre, doce, uno por tribu. Y los jefes de sus divisiones servirán cada uno en su sitio. (1QM 2:1-4).

## Función de los turnos sacerdotales en el Templo
El Libro de Crónicas se refiere a los como "descendientes de Aaron." Según las tradiciones bíblicas de las que bebió el Cronista, Aarón tuvo cuatro hijos: Nadab, Abihu, Eleazar e Itamar. Nadab y Abihu murieron antes que Aarón sin dejar descendencia, de manera que el sacerdocio solo continuó mediante la descendencia de Eleazar e Itamar. En Crónicas, el rey David escogió al sacerdote Sadok, descendiente de Eleazar, y a Ajimelec, descendiente de Itamar, para ayudarle crear los turnos sacerdotales. Así, se establecieron los 24 turnos según los descendientes de Aarón: 16 procedentes de la familia de Eleazar y 8 de la de Itamar. Según el libro de las Crónicas, esta diferencia de número se debía a que el número de descendientes de Eleazar  era superior al de Itamar. Se tiraron suertes para designar el orden en que deberían servir en el templo.
Cada semana, un turno diferente asumía la responsabilidad de realizar el servicio litúrgico en el Templo en Jerusalén, para lo cual acudían a la ciudad santa y vivían allí durante el tiempo de su servicio. Durante las principales fiestas anuales, los turnos sacerdotales estaban presentes. Sus tareas implicaron ofrecer los sacrificios del Templo e impartir la bendición sacerdotal a la gente al término del servicio. El cambio entre los turnos se realizaba el sábado al mediodía.
Aunque según 1 Crónicas 24 los turnos sacerdotales fueron creados por el rey David, en la actualidad los estudiosos piensan que el texto de crónicas refleja una realidad posterior al exilio de Babilonia. Así, el relato del cronista describiría con detalle lo que sucedía en su tiempo imaginando que era la misma situación que había dejado David seiscientos años atrás (las Crónicas se habrían escrito entre el año 350 y el 300 a. C.) Lo que es seguro es que a finales del período del Segundo Templo es claro que los turnos sacerdotales servían en el orden específico.
| División         | Nombre   | Texto hebreo               | Referencia Bíblica |
| ---------------- | -------- | -------------------------- | ------------------ |
| Primero          | Joarib   | וַיֵּצֵ֞א הַגֹּורָ֤ל הָרִאשֹׁון֙ לִיהֹ֣ויָרִ֔יב | 1 Crónicas 24, 7   |
| Segundo          | Yedaías  | לִֽידַעְיָ֖ה הַשֵּׁנִֽי׃               | 1 Crónicas 24, 7   |
| Tercero          | Jarim    | לְחָרִם֙ הַשְּׁלִישִׁ֔י                | 1 Crónicas 24, 8   |
| Cuarto           | Seorim   | לִשְׂעֹרִ֖ים הָרְבִעִֽי׃              | 1 Crónicas 24, 8   |
| Quinto           | Malquías | לְמַלְכִּיָּה֙ הַחֲמִישִׁ֔י              | 1 Crónicas 24, 9   |
| Sexto            | Miyamín  | לְמִיָּמִ֖ן הַשִּׁשִּֽׁי׃                | 1 Crónicas 24, 9   |
| Séptimo          | Hacós    | לְהַקֹּוץ֙ הַשְּׁבִעִ֔י                | 1 Crónicas 24, 10  |
| Octavo           | Abías    | לַאֲבִיָּ֖ה הַשְּׁמִינִֽי׃              | 1 Crónicas 24, 10  |
| Noveno           | Jesús    | לְיֵשׁ֨וּעַ֙ הַתְּשִׁעִ֔י                | 1 Crónicas 24, 11  |
| Décimo           | Secanías | לִשְׁכַנְיָ֖הוּ הָעֲשִׂרִֽי׃             | 1 Crónicas 24, 11  |
| Undécimo         | Eliasib  | לְאֶלְיָשִׁיב֙ עַשְׁתֵּ֣י עָשָׂ֔ר           | 1 Crónicas 24, 12  |
| Duodécimo        | Yaquim   | לְיָקִ֖ים שְׁנֵ֥ים עָשָֽׂר׃            | 1 Crónicas 24, 12  |
| Decimotercero    | Jupá     | לְחֻפָּה֙ שְׁלֹשָׁ֣ה עָשָׂ֔ר              | 1 Crónicas 24, 13  |
| Decimocuarto     | Yesebab  | לְיֶֽשֶׁבְאָ֖ב אַרְבָּעָ֥ה עָשָֽׂר׃          | 1 Crónicas 24, 13  |
| Decimoquinto     | Bilgá    | לְבִלְגָּה֙ חֲמִשָּׁ֣ה עָשָׂ֔ר             | 1 Crónicas 24, 14  |
| Decimosexto      | Imer     | לְאִמֵּ֖ר שִׁשָּׁ֥ה עָשָֽׂר׃              | 1 Crónicas 24, 14  |
| Decimoséptimo    | Jezir    | לְחֵזִיר֙ שִׁבְעָ֣ה עָשָׂ֔ר             | 1 Crónicas 24, 15  |
| Decimoctavo      | Japisés  | לְהַפִּצֵּ֖ץ שְׁמֹונָ֥ה עָשָֽׂר׃           | 1 Crónicas 24, 15  |
| Decimonoveno     | Petajías | לִֽפְתַחְיָה֙ תִּשְׁעָ֣ה עָשָׂ֔ר            | 1 Crónicas 24, 16  |
| Vigésimo         | Ezequiel | לִֽיחֶזְקֵ֖אל הָעֶשְׂרִֽים׃            | 1 Crónicas 24, 16  |
| Vigésimo primero | Yajín    | לְיָכִין֙ אֶחָ֣ד וְעֶשְׂרִ֔ים           | 1 Crónicas 24, 17  |
| Vigésimo segundo | Gamul    | לְגָמ֖וּל שְׁנַ֥יִם וְעֶשְׂרִֽים׃         | 1 Crónicas 24, 17  |
| Vigésimo tercero | Delaías  | לִדְלָיָ֨הוּ֙ שְׁלֹשָׁ֣ה וְעֶשְׂרִ֔ים         | 1 Crónicas 24, 18  |
| Vigésimo cuarto  | Maazías  | לְמַֽעַזְיָ֖הוּ אַרְבָּעָ֥ה וְעֶשְׂרִֽים׃      | 1 Crónicas 24, 18  |

## Situación después de la destrucción del templo en el año 70 d.C.

### La lista de los turnos sacerdotales y las ciudades Galileas
La tradición judía preservada en el Talmud y algunos poemas del mismo período y posteriores asocian cada uno de los turnos sacerdotales según el Libro de las Crónicas a una ciudad diferente en Galilea. Por ejemplo, varios piyyutim atribuidos a Eleazar ben Kalir (s. VI-VII), hacen alusión a esta lista. El piyyut llamado איכה ישבה חבצלת השרון (Eijá yashevá jabatsélet hasharón) se compone de veinticuatro estrofas, en cada una de las cuales se refiere al nombre de un turno sacerdotal por orden (según 1 Cro 24) o bien a la ciudad galilea atribuida a ese orden. Por otro lado, el Talmud Palestino contiene algunas referencias a este mismo fenómeno de atribuir a cada turno sacerdotal una ciudad galilea: "Dijo R. Leví: Joarib es un hombre, Merón es una ciudad, Mesarbai significa que Dios ha entregado su Casa al enemigo' (...) Dijo el R. Berequías: Yedayas, Amoq Séforis quiere decir: El Señor sabía (Yeda-Ya) la profunda (amoq) conspiración que había en su corazón y los exilió a Séforis" (cf. y. Taan. 4:5). A partir de estos datos, S.J.L. Rapoport, en 1841 sugirió que la tradición judía antigua había conservado una baraita que recogía las ciudades galileas a las que las familias sacerdotales habrían emigrado tras la destrucción del Templo. Leopold Zunz y Samuel Klein acogieron esta idea, y Klein reconstruyó así dicha baraita basándose en los piyyutim de Eleazar ben Kalir y la literatura rabínica:
| Texto en hebreo        | Traducción al español      |
| ---------------------- | -------------------------- |
| יהויריב מרון מסרבים.   | Joarib, Merón, Mesarbim    |
| ידעיה עמוק צפורים.     | Yedayas, Amoq, Séforis     |
| חרים מפשטה.            | Jarim, Mafshetá            |
| שעורים עיתהלו.         | Seorim, Aytoló             |
| מלכיה בית לחם.         | Malquías, Belén            |
| מימין יודפת.           | Miyamín, Jotapata          |
| הקוץ עילבו.            | Hacós, Ailabo              |
| אביה כפר עוזיה (־אל).  | Abías, Kefar Uzías (Uziél) |
| ישיע ארבל.             | Jesús, Arbel               |
| שכניה חבורת כבול.      | Secanías, Jaburat Cabul    |
| אלישיב קנה.            | Eliasib, Caná              |
| [יקים] פשחור צפת.      | [Yaquim], Pasjur, Safed    |
| חופה בית מעון.         | Jupá, Bet Maón             |
| ישבאב חוצפת שיחין.     | Yesebab, Juspat Sijín      |
| בלגה [...] יונית.      | Bilgá [...], Yonit         |
| אמר כפר נמרה.          | Imer, Kefar Nimrá          |
| חזיר ממלה.             | Jezir, Mimlár              |
| הפיצץ נצרת.            | Japisés, Nazaret           |
| פתחיה ערב.             | Petajías, Arab             |
| יחזקאל מגדל נוניא.     | Ezequiel, Migdal Nunayya   |
| יכין כפר יוחנה.        | Yajín, Kefar Yojana        |
| גמול (בית) חביה [...]. | Gamul, (Bet) Jubaia        |
| דליה גנתון צלמין.      | Delaías, Guinetón Selamín  |
| מעזיהו חמת אריח        | Maazías, Hamat Arij        |

Esta teoría adquirió mayor fuerza cuando, a lo largo del XX, se descubrieron varias inscripciones que contenían los nombres de los turnos sacerdotales y la localidad galilea asignada según la tradición judía antes mencionadas. En 1920, se encontró en Ashkelon una inscripción que contenía una pequeñísima fracción de esta lista. En 1962 se hallaron tres fragmentos pequeños de la misma lista cerca de la sinagoga de Cesarea Marítima, una inscripción que se remonta al siglo III o IV. Ayudándose de la baraita como la había propuesto Klein, Avi-Yonah reconstruyó la inscripción de la sinagoga de Cesarea Marítima en su totalidad. En 1970 se encontró una inscripción más completa de la misma lista de turnos sacerdotales en una columna parcialmente en una mezquita en el pueblo de Bayt al-Ḥaḍir (Yemen). Esta lista contenía diez nombres de los turnos sacerdotales y sus respectivas ciudades galileas como se había transmitido en la tradición judía, con pequeñas diferencias. Esto es lo que puede leerse en la inscripción de Yemen:
| Traducción inglesa                          | Hebreo original                |
| ------------------------------------------- | ------------------------------ |
| [Seorim Aytoló], guardia cuarta             | [שְׂעוֹרִים עיתהלו משמ]ר הרביעי    |
| [Malquías], Belén, la guardia quinta        | [מַלְכִּיָּה] בית לחם משמר החמשי     |
| Miyamín, Jotapata, la guardia sexta         | מִיָמִין יודפת משמר הששי          |
| [Hacó]s, Ailabo, la guardia séptima         | הַקּוֹץ עילבו משמר השביעי         |
| Abías Ido, Kefar Uziel, la guardia          | אֲבִיָּה עדו כפר עוזיאל משמר       |
| octava. Jesús‘, Nisdaf-Arbel                | השמיני יֵשׁוּעַ נשדפארבל           |
| la guardia novena.                          | משמר התשיעי                    |
| Secanías, Aburá Cabul, la guardia [décima]  | שְׁכַנְיָה עבורה כבול משמר ה[עשירי] |
| Eliasib, Cohen Caná, la guardia undé[cima]  | אֶלְיָשִׁיב כהן קנה משמר אחד ע[שר]  |
| Yaqim Pasjur, Safed, la guardia duodé[cima] | יָקִים פַּשְׁחוּר צפת משמר שנים ע[שר] |
| [Ju]pá, Bet-Maón, la guardia tre-           | [חוּ]פָּה בית מעון משמר שלשה      |
| [dicé]sima. Yesebab, Juspat Sijín           | [עש]ר יֶשֶׁבְאָב חוצפית שוחין       |
| guardia decimocuarta.                       | משמר ארבע עשר                  |

La teoría más difundida actualmente sobre el origen y uso de estas listas de los turnos sacerdotales y su relación con Galilea es que indicarían las ciudades que los sacerdotes judíos habitaron después de la revuelta liderada por Bar Kojba. En los siglos subsiguientes, se conservaría la costumbre de recordar públicamente cada sábado en las sinagogas a qué turno sacerdotal le tocaría servir en el templo, una práctica que reforzaría el prestigio de los sacerdotes. Tal mención evocaría la esperanza de regresar a Jerusalén y a un Templo reconstruido.
Sin embargo, más recientemente varios autores han puesto en duda esta teoría que no solo parece demasiado artificiosa (sería extraño que todos los sacerdotes al mismo tiempo decidiesen no solo emigrar a Galilea, sino dividirse allí según sus turnos sacerdotales), sino también inútil: si lo que se pretendía era preservar los turnos sacerdotales cuando el templo volviese a ser reconstruido, ¿por qué no referirse a las ciudades de Judea que ocupaban antes de la emigración? Después de todo, cuando esta lista se está difundiendo (v. gr. en los piyyutim del s. VI) varias de las ciudades mencionadas en ella ya han dejado de tener población judía. Algunos como Yahalom piensa que la lista se crea en un tiempo en que entre rabinos y sacerdotes se disputaban el poder, con un intento de ensalzar la prioridad de los segundos; por su parte, Trifon piensa que es una creación que refleja no el asentamiento sacerdotal en Galilea tras las revueltas judías contra los romanos, sino la llegada de judíos de Babilonia varios siglos después; Steven Fine piensa que la lista no es más que un elemento más entre los temas relacionados con el templo (las placas serían un elemento más de arte relacionado con el templo en el "pequeño templo". Uzi Leibner propone que la lista surgió al fusionar los nombres de los turnos sacerdotales del primer Libro de las Crónicas con una lista de ciudades judías creadas tras la conquista de Galilea por parte de los Asmoneos (como, de hecho, los datos arqueológicos confirman hasta ahora: que las ciudades de la lista eran fundaciones judías del tiempo de los asmoneos. Leibner piensa que el propósito de esta lista, creada en Galilea, sería poner de relieve la importancia de los sacerdotes, vinculando los turnos sacerdotales del Segundo Templo con el pasado glorioso de la familia sacerdotal de los Asmoneos en la tierra de quienes crearon esta lista

### Mención de los turnos sacerdotales en la sinagoga
Un manuscrito descubierto en la Genizá del Cairo, fechado en 1034 d. C., preserva una fórmula litúrgica que se recitaría semanalmente cada sábado: "Hoy es el santo sábado, el sábado para el Señor; este día, ¿cuál es el turno?" Entonces se mencionaba el nombre del turno sacerdotal: "N. es el turno. Que el Santo restablezca el turno a su lugar pronto, en nuestros días. Amén". Luego contarían el número de años que habían pasado desde la destrucción de Jerusalén y concluían: "Que el Misericordioso construya su Casa y su Santuario. Y todos dicen: Amén".